# Salon International du Tourisme et des Voyages
Der Salon International du Tourisme et des Voyages, kurz SITV, ist eine jährlich stattfindende internationale Touristikmesse, die von der Colmar Expo SA auf dem Messegelände (Parc des Expositions) der elsässischen Stadt Colmar (Frankreich) veranstaltet wird.
Im Jahr 2007 vereinte die dem breiten Publikum zugängliche Fachmesse rund 470 Aussteller aus 40 Ländern und empfing knapp 29.300 Besucher. Die 25. Auflage der Messe fand vom 6. bis zum 8. November 2009 statt. Gastregion war Mayotte im Indischen Ozean.